# Станіслав Тецл
Станіслав Тецл (чеськ. Stanislav Tecl, нар. 1 вересня 1990, Їндржихув-Градец) — чеський футболіст, нападник клубу «Славія» (Прага).

## Клубна кар'єра
Почав свою кар'єру в клубі «Гералець», пізніше, з 1998 по 2001 рік, виступав за молодіжний склад клубу «Гумполець», звідки 2001 року перейшов в «Гавлічкув Брід». З 2002 року перебував у структурі «Височини» (Їглава). 
У дорослому футболі дебютував 2008 року виступами за «Височину», в якій провів півтора сезони, взявши участь у 22 матчах чемпіонату.
У січні 2010 року на правах оренди перейшов в празьку «Славію», але так і не вписавшись в основний склад, повернувся назад в Їглава. Вже першому матчі сезону 2012/13, 30 липня, забив пенальті в матчі зі «Славією» (3:3). У 6-му турі чемпіонату в гостьовому матчі проти «Млади Болеслав» забив два м'ячі та допоміг своїй команді здобути перемогу 3:1. Після 10 турів з 9 забитими м'ячами Станіслав разом з Давидом Лафатою з «Бауміта» очолив таблицю бомбардирів Гамбрінус ліги. Свій десятий гол футболіст забив у домашньому матчі проти «Спарти», зрівнявши рахунок на 31-й хвилині. Гол був зарахований, хоча і був забитий з офсайду. Матч так і закінчився з рахунком 1:1. У цьому ж матчі, після зіткнення з Іржі Ярошиком, отримав травму щиколотки. Гравець заявив, що можливо, до кінця сезону на поле вже не з'явиться. 
У січні 2013 року Тецл вирішив прийняти пропозицію «Вікторії». Перший офіційний матч за новий клуб був зіграний 14 лютого 2013 в рамках плей-офф Ліги Європи проти «Наполі». Станіслав вийшов на заміну на 59 хвилині і на останніх хвилинах матчу забив гол, встановивши остаточний рахунок матчу 0:3.  Через тиждень в матчі-відповіді в Пльзені знову забив гол і допоміг «Вікторії» виграти з рахунком 2:0.. По закінченню сезону завоював з клубом золоті медалі Гамбрінус Ліги.
Наразі встиг відіграти за пльзенську команду 29 матчів в національному чемпіонаті.

## Виступи за збірні
2007 року дебютував у складі юнацької збірної Чехії, взяв участь у 5 іграх на юнацькому рівні.
2012 року залучався до складу молодіжної збірної Чехії. На молодіжному рівні зіграв у 5 офіційних матчах, забив 2 голи.
6 лютого 2013 року дебютував в національній збірній Чехії в переможному товариському матчі проти збірної Туреччини (2:0), в якому на 63 хвилині змінив Давида Лафату.
| Дата       | Місто            | Господарі | Результат | Гості     | Турнір                               | Голи | Примітки |
| ---------- | ---------------- | --------- | --------- | --------- | ------------------------------------ | ---- | -------- |
| 06-02-2013 | Маніса           | Туреччина | 0 – 2     | Чехія     | товариський матч                     | -    | 63'      |
| 03-06-2014 | Оломоуць         | Чехія     | 1 – 2     | Австрія   | товариський матч                     | -    | 74'      |
| 26-03-2018 | Наньнін          | КНР       | 1 – 4     | Чехія     | товариський матч                     | -    | 46'      |
| 06-09-2018 | Угерске Градіште | Чехія     | 1 – 2     | Україна   | Ліга націй УЄФА 2018-2019 - 1-й етап | -    | 83'      |
| 10-09-2018 | Ростов-на-Дону   | Росія     | 5 – 1     | Чехія     | товариський матч                     | -    | 71'      |
| 07-09-2020 | Оломоуць         | Чехія     | 1 – 2     | Шотландія | Ліга націй УЄФА 2020-2021 - 1-й етап | -    |          |
| Усього     |                  | Матчів    | 6         |           | Голів                                | 0    |          |

## Титули і досягнення
- Чемпіон Чехії (6):

«Вікторія» (Пльзень): 2012-13, 2014-15
«Славія» (Прага): 2016-17, 2018-19, 2019-20, 2020-21
- Володар Кубка Чехії (4):

«Славія» (Прага): 2017-18, 2018-19, 2020-21, 2022-23